# Rietavas

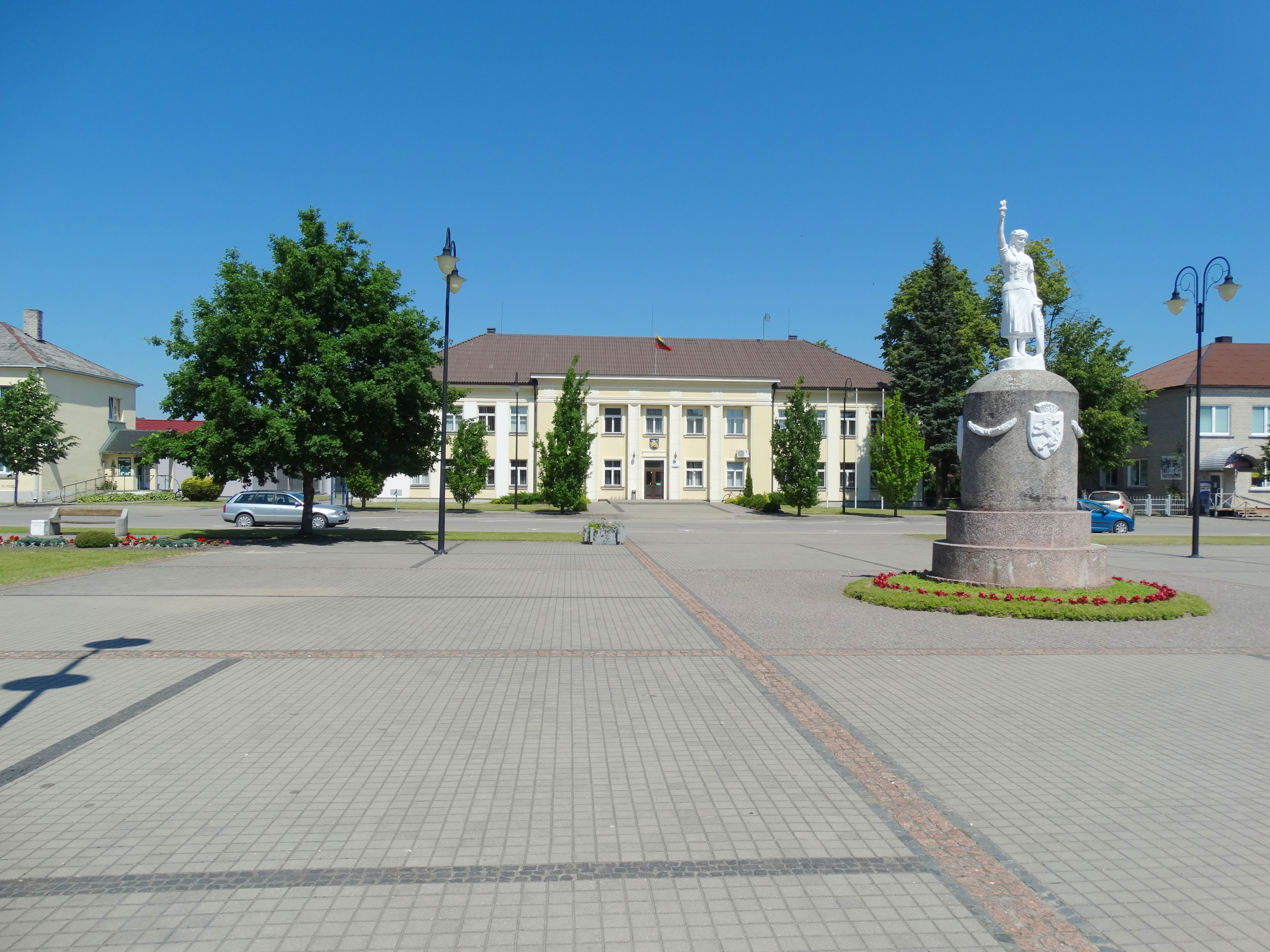
Socha na náměstí

Rietavas (česky zastarale Retovo) je město v západní části Litvy, ve Žmudi, v Telšiaiském kraji, 25 km na jih od Plungė, hlavní město administrativní jednotky savivaldybė (na úrovni okresu). Je zde kostel Sv. archanděla Mikoláše (lit. Šv. arkangelo Mykolo bažnyčia), postavený roku 1873, dvůr Oginských, kulturně-historické muzeum Oginských, nemocnice, kulturní dům, pošta (PSČ: LT-90018). Kolem města jsou Rietavské lesy. Rietavas je zmiňován od roku 1253.

## Partnerská města
- Menden, Německo
- Saerbeck, Německo
- Gulbene, Lotyšsko